# Ushio Reinetsu
La empresa Ushio Reinetsu (潮冷熱 Ushi'o Reinetsu?), es un fabricante japonés de equipos de refrigeración para barcos y comercios, máquinas para reducir la humedad, hornos para panaderías y elevadores para barcos, entre otros. Su sede central se encuentra en la Ciudad de Imabari de la Prefectura de Ehime.

## Características
Es una empresa que fabrica productos reconocidos en Japón, como ser los hornos para panaderías que comercializa bajo la marca Panta-kun (パン太くん?) y los elevadores para barcos bajo la marca Mister Warp (ミスターワープ Misutā Wāpu?).

## Datos
- Razón social: Ushio Reinetsu S.A. (潮冷熱株式会社 Ushio Reinetsu Kabushikigaisha?)
- Razón social (inglés): Ushio Reinetsu Co., Ltd.
- Fundación: noviembre de 1977
- Sede central: 〒799-2206 Oonishichō Wakikō 883-1, Ciudad de Imabari, Prefectura de Ehime
- Director ejecutivo: Shigeharu Oda (小田 茂晴 Oda Shigeharu?)

## Sucursales
- Planta Industrial Akasaki (Ciudad de Imabari)
- Planta Industrial Saijo (Ciudad de Saijo)
- Sucursal Dalian (Dalian, República Popular China)
- Sucursal Busán (Busán, Corea del Sur)